# Église orthodoxe de Tapiola
L'église orthodoxe de Tapiola (finnois : Tapiolan ortodoksinen kirkko) ou église Saint Germain d'Alaska (finnois : Pyhittäjä Herman Alaskalaisen kirkko) est une église orthodoxe située dans le quartier de Tapiola à Espoo, en Finlande.

## Histoire
En 1954, les premiers services religieux orthodoxes à Espoo ont été lancés par Serafim Fiilin d'origine Vepse (1903–1982) à son domicile de Tapiola,,.
Après Fiilin, il y a eu une interruption des services cultuels pendant des années, jusqu'à ce que Kirill Gluschkoff de Tapiola, avec son père Timo Lehmuskoski, commence à les faire revivre.
Ils ont obtenu la permission du curé de la paroisse de Tapiola , Samuel Lehtones, d'utiliser une salle de l'église de Tapiola pour organiser des services.
Le premier service a été la liturgie du Carême le 8 mars 1981, à laquelle ont assisté 60 personnes.
Les services de culte dans l'espace du club se sont poursuivis pendant 10 ans, à raison de 3 à 4 par an, avec la participation de 60 à 120 personnes.
Depuis 1992, des offices ont lieu dans la chapelle du Musée finlandais de l'horlogerie, consacrée le 4 octobre 1992 et dédiée à Saint Germain d'Alaska.
L'idée de Saint Germain d'Alaska est venue de Kirill Gluschkoff, qui avait entendu parler de lui alors qu'il passait un an en échange étudiant à New York au début des années 1980.
Selon lui, la Finlande avait déjà suffisamment d'églises et de chapelles dédiés aux saints russes, aux icônes russes de la Marie et de Saint Nicolas, tandis que Saint Germain d'Alaska représentait quelque chose de nouveau et qui avait un lien avec la Finlande à travers le monastère de Valamo.
La chapelle du musée de l'horlogerie de Finlande a reçu le chœur estonien des Setos de Värska en 1993.
La proposition de construction de l'église de orthodoxe Tapiola a été faite au conseil paroissial pour la première fois en 1985.
L'église a été conçue par l'architecte Paul Hesse.
L'église a été construite en 1997-1998 et inaugurée par le métropolite Léon de Finlande en octobre 1998.
Les peintures murales de l'église ont été peintes par Alexander Wikström , qui a terminé son travail en 2008.
En 2023 est inauguré le khatchkar d'Espoo, sculpture arménienne sur le parvis de l'église.